# Поу, Дерролл
Дерролл Поу (англ. Daroll Powe; 22 июня 1985, Саскатун, провинция Саскачеван, Канада) — профессиональный канадский хоккеист, нападающий. Свою карьеру начал в команде Принстонского Университета, в лиге NCAA. В сезоне 2008-09 годов привлечён в основу команды НХЛ — Филадельфия Флайерз, из клуба АХЛ — Филадельфия Фантомс.